# Edvin Hedman
Edvin Leopold Hedman, född 7 september 1863 i Uleåborg, död 31 januari 1915 i Vånå, var en finländsk sinnesslöanstaltsföreståndare. Han var bror till Ernst G. Hedman och far till Reidar Hedman.
Hedman, som var son till köpmannen Johan Sanfrid Hedman och Anna Helena Blumenthal, blev efter studentexamen vid Uleåborgs lyceum filosofie kandidat och filosofie magister vid Helsingfors universitet 1886. Han grundade och var föreståndare för en "läroanstalt för sinnesslöa" i Helsingfors som följande år flyttades till Perttula gård nära Tavastehus och 1909 övertogs av finska staten. År 1912 började han att på Perttula uppfostringsanstalt för sinnesslöa, influerad av forskare i framförallt USA, låta sterilisera elever på rashygieniska grunder. Intill 1922, då  Medicinalstyrelsen meddelade att sterilisering enligt då gällande lag var olaglig, steriliserades 18 elever.